# Northside
Northside fue una banda británica de la escena indie fundada en Mánchester en 1989. Aunque únicamente publicaron un álbum, Chicken Rhythms, con la mítica discográfica Factory Records, la banda es considerada una de las precursoras del sonido Madchester que marcó la escena musical británica de principios de los años 90.

## Historia
Northside fue formada originalmente por el vocalista Warren "Dermo" Dermody y el bajista Cliff Ogier. Posteriormente se unirían Michael Upton (Guitarra) y Paul Walsh (Batería). Upton fue reemplazado por Timmy Walsh entes de la grabación del primer sencillo de la banda "Shall We Take A Trip".
"Shall We Take A Trip" fue censurada por la BBC debido a sus constantes referencias a las drogas, sin embargo el tema fue posteriormente usado el programa Soccer Night de Granada Televisión. Northside publicó su segundo sencillo, "My Rising Star", que en octubre de 1990 alcanzaría el nº32 en la UK Singles Chart. El tercer y último sencillo de la banda fue “Take 5”.
El 17 de junio de 1991 fue publicado el primer y único álbum de la banda, Chicken Rhythms, bajo la producción del exmiembro de Big in Japan Ian Broudie, alcanzando el puesto número 19 de las listas de ventas británicas.
Cuando la banda preparaba la grabación del que iba a ser su segundo álbum, su discográfica, Factory Records, entró bancarrota. Poco después Northside se disolvía.
En 2006 con motivo de la reedición del álbum Chicken Rhythms, Northside ofreció actuaciones en Leeds y Mánchester.

## Discografía

### Álbumes
- 1991: Chicken Rhythms (FAC 310)

### Sencillos
- 1990: "Shall We Take A Trip" / "Moody Places" (FAC 268)
- 1990: "Shall We Take A Trip" / "Moody Places" (FAC 268/7)
- 1990: "My Rising Star" / Instrumental (FAC 298)
- 1990: "My Rising Star" / Instrumental (FAC 298/7)
- 1991: "Take 5" / "Who's to Blame" (Instrumental) (FAC 308)
- 1991: "Take 5" / "Who's to Blame" (Instrumental) (FAC 308-7)